# جان سبيروبولوس
جان سبيروبولوس (باليونانية: Ιωάννης Σπυρόπουλος)‏، أو الاسم الأصلي له إيوانيس جورجيو سبيروبولوس (مواليد 16 أكتوبر 1896 - توفي في 7 أغسطس 1972) كان خبيرًا يونانيًا في القانون الدولي.
وقد درس القانون في جامعتي زيورخ ولايبزغ. ومنذ عام 1928 فصاعدًا قام بتدريس القانون الدولي العام في كلية الحقوق بجامعة أرسطو وغيرها من العديد من الجامعات في اليونان. من عام 1949 إلى عام 1957 عمل كعضو في لجنة القانون الدولي ومن عام 1958 إلى 1967 عمل كقاضٍ في محكمة العدل الدولية. (منذ حصول السيد سبيروبولوس على الأغلبية المطلقة من الأصوات في مجلس الأمن، تم انتخابه عضوًا في محكمة العدل الدولية في الأول من أكتوبر عام 1957 )
في الجلسة الأولى للجنة القانون الدولي في عام 1949، سعى إلى منح صلاحيات أكبر للجنة في اختيار المواضيع لمداولاتها على الرغم من اعتراضات أولئك الذين سعوا لإعطاء تركيز أكبر على القرارات التي اتخذتها الجمعية العامة للأمم المتحدة بشأن مثل هذه الأمور.
وعمل في عام 1951 مقررًا خاصًا بشأن مسألة تعريف العدوان.

## الفلسفة القانونية
شارك سبيروبولوس في صياغة مبادئ نورمبرغ عام 1950. وفيما يتعلق بالجرائم ضد الإنسانية، اعتقد أنه، على عكس الاتجاه السائد في محاكمات نورمبرغ لتعريف الحزب النازي كمنظمة إجرامية، كان من المستحيل تحديد من الناحية القانونية مدى ذنب الحكومات أو المنظمات الأخرى، وسعى إلى تحديد ذنب الأفراد فقط. واعتبر أيضًا أفعال الأفراد التي تحرض على الحرب الأهلية في بلد آخر على أنها جرائم بموجب القانون الدولي، وكان ينظر إلى الإرهاب المنظم على هذا النحو.

## الأعمال (قائمة جزئية)
- Manual Droit International Public (1933)
- Jean Spiropoulos, Théorie Générale du Droit International. Paris, Librairie Générale de Droit et de Jurisprudence, 1930.
- Jean Spiropoulos, Traité théorique et pratique de droit international public. Paris, Librairie générale de droit et de jurisprudence, 1933.

## قائمة المصادر
- Dimitri S. Constantopoulos, Jean Spiropoulos. Sa vie et son œuvre. "Le Monde Diplomatique". Juin 1958.
- Festschrift für Jean Spiropoulos. Grundprobleme des internationalen Rechts. Problèmes fondamentaux du Droit International. Fundamental Problems of International Law. Bonn, Schimmelbusch 1957.